# Kamasze (wieś)
Kamasze – wieś w Polsce położona w województwie łódzkim, w powiecie sieradzkim, w gminie Złoczew.
W latach 1975–1998 miejscowość administracyjnie należała do województwa sieradzkiego.
W XIX w. wieś nazywano Kamaszew. Zachowało się tu kilka drewnianych chałup z tamtego wieku.